# Parsonsia flavescens
Parsonsia flavescens är en oleanderväxtart som beskrevs av Elmer Drew Merrill och Perry. Parsonsia flavescens ingår i släktet Parsonsia och familjen oleanderväxter. Inga underarter finns listade i Catalogue of Life.